# Vallenar (kommun)
Vallenar är en kommun i Chile.   Den ligger i provinsen Provincia de Huasco och regionen Región de Atacama, i den centrala delen av landet, 500 km norr om huvudstaden Santiago de Chile.
Omgivningarna runt Vallenar är i huvudsak ett öppet busklandskap. Runt Vallenar är det mycket glesbefolkat, med 6 invånare per kvadratkilometer.